# Ludwig Breit
Ludwig Breit (* 1899; † 1992) war ein deutscher Ingenieur und Unternehmer.

## Werdegang
Breit stammt aus einer Familie mit langer Tradition in der Glasproduktion. Vor dem Zweiten Weltkrieg war er in der Gablonzer Glas- und Schmuckwarenindustrie tätig. Nach Enteignung und Vertreibung kam er nach Schwäbisch Gmünd, wo er ab 1946 die familieneigene Wiesenthalhütte neu aufbaute. Unter seiner Führung entwickelte sie sich zu einer führenden Glashütte in der Bundesrepublik.

## Ehrungen
- 1952: Verdienstkreuz am Bande der Bundesrepublik Deutschland